# Browntown
Browntown – wieś w Stanach Zjednoczonych, w stanie Wisconsin, w hrabstwie Green.